# Antonello Angeli
Antonello Angeli (Roma, 4 aprile 1970) è un carabiniere italiano,
In qualità comandante in sede vacante della Compagnia carabinieri di Baiano, ha partecipato al salvataggio di tre donne anziane rimaste intrappolate in un'abitazione già invasa dal fango in occasione dell'Alluvione di Sarno e Quindici del 1998, riuscendo a trarle in salvo.